# John Hopkins (scénariste)
Pour les articles homonymes, voir Hopkins et John Hopkins.
John Richard Hopkins (parfois crédité sous le nom de John R. Hopkins), né le 27 janvier 1931 à Londres (Royaume-Uni) et mort le 23 juillet 1998 dans le quartier de Woodland Hills, à Los Angeles (États-Unis), est un scénariste et dramaturge britannique.

## Biographie
John Hopkins naît en janvier 1931 dans le sud-ouest de Londres. Il fait ses études à la Raynes Park High School (en) à Raynes Park (en), puis effectue son National Service (en) (service national dans l'armée) de 1950 à 1951. Il étudie la littérature anglaise au St Catharine's College à Cambridge et rejoint BBC Television en tant que directeur de studio après l'obtention de son diplôme.
John Hopkins écrit sa première pièce de théâtre, This Story of Yours, en 1968. Bien qu'il ait eu de mauvaises critiques lors de sa mise en scène au Royal Court, l'acteur Sean Connery est impressionné par la pièce et l'a choisie comme projet de film personnel sous le titre The Offence (1973). Non seulement Sean Connery produit le film dans le cadre d'un accord avec United Artists lorsqu'il a repris le rôle de James Bond, mais joue également dans la version cinématographique, réalisée par Sidney Lumet. Les pièces de théâtre de Hopkins comprennent Next of Kin, produit au National Theatre de Londres en 1974 sous la direction de Harold Pinter,. Sa pièce, Find Your Way Home (1970) est produite à Londres puis à Broadway où elle remporte le Tony Award du « meilleur acteur » pour Michael Moriarty.
Il adapte le roman Le Joueur de Dostoïevski en 1973 pour la télévision, avec en vedette Edith Evans et Philip Madoc, et il écrit le scénario pour le téléfilm en deux parties, Divorce (Divorce His, Divorce Hers, 1973), qui met en vedette Richard Burton et Elizabeth Taylor. Son travail télévisé ultérieur comprend également Play for Today, épisode A Story to Frighten the Children (1976) et l'adaptation en série du roman de John le Carré Les Gens de Smiley (Smiley's People, 1982), avec Alec Guinness, tous deux pour la BBC, et le thriller d'espionnage de la guerre froide Codename: Kyril (en) (1988) pour ITV. Le cycle de six pièces de Hopkins, Fathers and Families (1977), à nouveau réalisé par Christopher Morahan, n'obtient pas de succès.
John Hopkins meurt à son domicile de Woodland Hills (Los Angeles), en Californie (États-Unis), en juillet 1998, à la suite d'un accident : après avoir glissé, il se cogne la tête et tombe inconscient dans sa piscine, où il se noie.

### Vie privée
En 1954, John Hopkins épouse Prudence Anne Balchin, une fille de l'auteur Nigel Balchin. Le couple divorce en 1969 et, la même année, il épouse l'actrice américaine Shirley Knight ; le couple a une fille, Sophie. Sa belle-fille, issue de son mariage avec Knight, est l'actrice Kaitlin Hopkins qu'il a élevée.

## Filmographie partielle

### Au cinéma
- 1965 (ou 1963[6]) : Two Left Feet de Roy Ward Baker
- 1965 : Opération Tonnerre
- 1969 : Les Soldats vierges (The Virgin Soldiers)
- 1973 : The Offence (pièce This Story of Yours)
- 1979 : Meurtre par décret
- 1985 : Le Pacte Holcroft
- 1989 : Runaway Dreams

### À la télévision
- 1957 : Granada Workshop  (série télévisée, 1 épisode)
- 1958 : The Verdict Is Yours  (série télévisée, 3 épisodes)
- 1959 : BBC Sunday-Night Theatre (série télévisée, 1 épisode, adaptation)
- 1959 : Mine Own Executioner (téléfilm, adaptation)
- 1959 : Dancers in Mourning (série télévisée, 6 épisodes)
- 1959 : Saturday Playhouse (série télévisée, 1 épisode, adaptation)
- 1960 : Mijn eigen beul (téléfilm, adaptation)
- 1960 : Death of a Ghost  (série télévisée, 6 épisodes)
- 1961 : BBC Sunday-Night Play  (série télévisée, 1 épisode)
- 1961 : By Invitation Only  (téléfilm)
- 1961 : A Chance of Thunder  (série télévisée, 6 épisodes)
- 1962 : Suspense  (série télévisée, 1 épisode)
- 1962 : Studio 4 (série télévisée, 3 épisodes, dramatisation)
- 1962-1964 : Z Cars (série télévisée, 53 épisodes)
- 1963 : Walk a Tight Circle  (téléfilm)
- 1964 : Détective (en) (série télévisée, 1 épisode, adaptation de l'histoire)
- 1964 : Houseparty  (téléfilm)
- 1964 : Armchair Mystery Theatre  (série télévisée, 1 épisode)
- 1964-1967 : Theatre 625 (série télévisée, 9 épisodes, dramatisation)
- 1964-1970 : Armchair Theatre (série télévisée, 3 épisodes)
- 1965 : Story Parade  (série télévisée, 1 épisode)
- 1965 : A Man Like Orpheus  (téléfilm)
- 1965-1966 : The Wednesday Play (série télévisée, 3 épisodes)
- 1965-1968 : Festival (série télévisée, 3 épisodes, pièce)
- 1968 : Of Mice and Men de Ted Kotcheff (téléfilm, d'après Des souris et des hommes de John Steinbeck)
- 1968 : The Gambler (mini-série télévisée, 2 épisodes, dramatisation, adaptation du roman Le Joueur de Dostoïevski)
- 1969 : Plays of Today  (série télévisée, 1 épisode)
- 1969 : Praten tegen een vreemde  (série télévisée, pièce)
- 1971 : Diese Geschichte von ihnen  (téléfilm, pièce)
- 1971 : ITV Saturday Night Theatre  (série télévisée, 1 épisode)
- 1972 : Thirty-Minute Theatre (en)  (série télévisée, 1 épisode, aussi réalisation)
- 1972 : Walk Into the Dark  (téléfilm)
- 1972 : ITV Playhouse  (série télévisée, 1 épisode)
- 1973 : Divorce  (téléfilm)
- 1975 : Le Cercle étroit  (téléfilm, pièce)
- 1976 : Play for Today  (série télévisée, 1 épisode)
- 1977 : Fathers and Families  (mini-série télévisée, 6 épisodes)
- 1977 : Het was maar een spelletje  (téléfilm, pièce A Game Like Only a Game)
- 1982 : Les Gens de Smiley (en) (Smiley's People, mini-série télévisée, 6 épisodes)
- 1988 : Codename: Kyril (en) (mini-série télévisée, 4 épisodes)
- 1995 : Hiroshima  (téléfilm)

## Récompenses et distinctions
- (en) John Hopkins: Awards, sur l'Internet Movie Database